# Phoma radicina
Phoma radicina är en lavart som först beskrevs av Daniel McAlpine, och fick sitt nu gällande namn av Boerema 1979. Phoma radicina ingår i släktet Phoma, ordningen Pleosporales, klassen Dothideomycetes, divisionen sporsäcksvampar och riket svampar.   Inga underarter finns listade i Catalogue of Life.